# Perideridia californica
Perideridia californica là một loài thực vật có hoa trong họ Hoa tán. Loài này được (Torr.) A. Nelson & J.F. Macbr. mô tả khoa học đầu tiên năm 1916.